# Smålands bil-, musik- och leksaksmuseum
Smålands bil-, musik- och leksaksmuseum är ett museum i Rydaholm i Värnamo kommun. Museet har sitt ursprung i grundaren Ingemar Ahlqvists bilsamling, som flyttades till museibyggnaden 1983. Utöver bilar innehåller museet mopeder, cyklar, radioapparater, leksaker och musikinstrument.